# Yatesville (Pensilvania)
Yatesville es un borough ubicado en el condado de Luzerne en el estado estadounidense de Pensilvania. En el año 2000 tenía una población de 649 habitantes y una densidad poblacional de 452 personas por km².

## Geografía
Yatesville se encuentra ubicado en las coordenadas 41°18′11″N 75°46′54″O / 41.30306, -75.78167.

## Demografía
Según la Oficina del Censo en 2000 los ingresos medios por hogar en la localidad eran de $46,429 y los ingresos medios por familia eran $57,813. Los hombres tenían unos ingresos medios de $41,176 frente a los $23,333 para las mujeres. La renta per cápita para la localidad era de $24,551. Alrededor del 2.9% de la población estaba por debajo del umbral de pobreza.